# Alfons Ott
Pour les articles homonymes, voir Ott.
Alfons Ott est un musicologue allemand né le 21 février 1914 à Aschaffenbourg et mort le 12 novembre 1976 à Munich.

## Biographie
Il a écrit et édité de nombreux ouvrages en allemand, en particulier sur Richard Strauss, Wolfgang Amadeus Mozart, Anton Bruckner et Max Reger. 
Il a aussi contribué à un ouvrage collectif sur Ludwig van Beethoven, dirigé par Erich Valentin en 1959. Il a édité des enregistrements d'œuvres de Strauss. 
Enfin, il a participé à une exposition sur Mozart à Munich en 1956.

## Ouvrages notables
- Anton Bruckner, Te Deum, Munich, 1948.
- Richard Strauss thematisches Verzeichnis, Vienne, 1955.
- Mozart in München, Académie des Beaux-Arts, Munich, 1956.
- Bilder aus Beethovens Leben, Munich, 1959.
- Richard Strauss Festjahr München 1964 zum 100. Geburtstag von Richard Strauss, Munich, 1964.
- Couperin als Quelle für Richard Strauss, Kassel, 1966.
- Max Reger Ausstellung, Munich, 1966.
- Max Reger Bibliographie, Bonn, 1968.